# Radical 182
Le radical 182, qui signifie le vent, est un des 11 des 214 radicaux chinois répertoriés dans le dictionnaire de Kangxi composés de neuf traits.
Le caractère Unicode de 風 est 98A8.

## Caractères avec le radical 182
| nombre de traits          | caractères                       |          |
| ------------------------- | -------------------------------- | -------- |
| Sans trait supplémentaire | 風                               | 风       |
| 2 traits supplémentaires  | 䫸                               |          |
| 3 traits supplémentaires  | 䫹 颩 颪                         | 飏       |
| 4 traits supplémentaires  | 䫺 䫻 䫼 䫽 颫 颬                |          |
| 5 traits supplémentaires  | 䫾 䫿 䬀 䬁 䬂 䬃 颭 颮 颯 颰 颱 | 飐 飑 飒 |
| 6 traits supplémentaires  | 䬄 䬅 颲 颳                      |          |
| 7 traits supplémentaires  | 䬆 䬇 䬈 䬉 䬊 颴 颵             |          |
| 8 traits supplémentaires  | 䬋 䬌 䬍 䬎 䬏 䬐 颶 颷          | 飓       |
| 9 traits supplémentaires  | 䬑 䬒 䬓 䬔 䬕 䬖 䬗 颸 颹 颺    | 飔 飖    |
| 10 traits supplémentaires | 䬘 䬙 䬚 颻 颼 颽 颾 颿 飀       | 飕 飗    |
| 11 traits supplémentaires | 䬛 䬜 飁 飂 飃 飄                | 飘       |
| 12 traits supplémentaires | 䬝 飅 飆 飇 飈 飉 飊             | 飙 飚    |
| 13 traits supplémentaires | 飋                               |          |
| 14 traits supplémentaires | 䬞                               |          |
| 15 traits supplémentaires | 䬟                               |          |
| 18 traits supplémentaires | 飌 飍                            |          |